# 元天穆
元天穆（489年—530年11月1日），字天穆，河南郡洛阳县（今河南省洛阳市东）人，追尊魏平文帝拓跋郁律的后裔，使持节、侍中、骠骑大将军、司空文公、都督雍州诸军事、雍州刺史元长生长子，北魏宗室、官员。

## 生平
元天穆个性温和忠厚，相貌美丽，善于射箭，有能干的名声。虚岁二十时以员外散骑侍郎为起家官，转任员外散骑常侍、尝食典御，又兼领太尉掾。六镇之乱时，尚书令李崇和广阳王元渊北征，元天穆作为太尉掾奉命慰劳各路军队。经过秀荣郡时，尔朱荣见到元天穆法令整齐，有将帅的气质，深相结交，约为兄弟。不久，尔朱荣请求任命元天穆为行台，朝廷不同意，改授任元天穆别将，命令他前赴秀荣。当时，北部边镇纷扰混乱，各地纷纷起兵，六镇荡然无存，不再有捍卫北魏边境的作用，只有尔朱荣在要道上履行职责，招集逃散流亡的人。元天穆因为是尔朱荣的心腹，出任西北道行台、征虏将军、并州刺史。元天穆后跟随尔朱荣镇压六镇起义，得胜后封聊城县开国伯，加号安北将军，其余官职如故，又代理抚军将军，兼任尚书行台。
尔朱荣带兵前往洛阳，元天穆参与了他开始时的谋划，尔朱荣命令元天穆留守，作为后援。魏孝庄帝元子攸登基后，元天穆作为尔朱荣宠信的人，在建义元年四月癸卯（528年5月20日）特委任为太尉公，封上党王，食邑三千户，又出任侍中、兼领军将军、使持节、骠骑大将军、京畿大都督，征召前往京城。尔朱荣讨伐葛荣，建义元年六月癸卯（528年7月19日），魏孝庄帝诏令元天穆出任使持节、都督东北道诸军事、大都督，率领都督宗正珍孙、奚毅、贺拔胜、尔朱阳都等人带领京城的军队前往沁水讨伐任褒，支援尔朱荣。永安元年九月乙丑（528年10月9日），魏孝庄帝元子攸诏令元天穆讨伐葛荣，驻扎于朝歌以南。尔朱荣生擒葛荣，元天穆也增加食邑，与之前的食邑总计三万户。元天穆很快监修国史，出任录尚书事，永安元年十一月戊寅（528年12月21日），元天穆出任大将军、开府，世袭并州刺史。
当初杜洛周和鲜于脩礼作乱，瀛州和冀州等州的人大多避难南逃。幽州前平北府主簿河间邢杲率领部曲，屯驻占据鄚城，以抗拒杜洛周和葛荣，将近三年。等到广阳王元渊等人战败后，邢杲南渡黄河居住在青州北海郡境内。灵太后诏令流民所在的地方都加以安置侨郡侨县，选择豪强担任太守和县令来安抚镇守。当时青州刺史元世隽上表请求设置新安郡，以邢杲为太守，没有得到回复。遇到尚书台淘汰新设置的郡县，又以邢杲堂侄邢子瑶资历在邢杲之前，任命邢子瑶为河间郡太守。邢杲深感耻辱愤恨，于是反叛。各地流民原先为当地土著欺负轻视，听说邢杲起兵叛逆，相继来追随他，很快部众就超过十万人。反叛的人掠夺劫掠村庄坞堡，危害百姓，齐地的人称他们为“吃榆树叶的贼人”。此前，黄河以南的人经常嘲笑黄河以北的人喜好吃榆树叶，所以用这称呼他们。邢杲向东劫掠光州，直到海滨而返回，又击败都督李叔仁的军队。永安二年三月壬戌（529年4月4日），魏孝庄帝诏令元天穆与高欢讨伐邢杲。永安二年四月辛丑（529年5月13日），元天穆和高欢在齐州的济南大败邢杲，邢杲请求投降，被送到京城，在都市中被斩首，元天穆获增加食邑一万户。
当时元颢乘着北魏军力空虚攻占荥阳，魏孝庄帝撤退到黄河以北，元颢进入京师。永安二年（529年）五月，费穆与元天穆平定齐地以后，回师准备攻击元颢。元天穆等人率领四万人攻克大梁，派遣费穆率领两万人围攻虎牢，元颢派遣陈庆之进攻费穆。将要攻克虎牢的时候，元天穆因为害怕元颢的势力，将要率领军队向北渡过黄河，元天穆对行台郎中济阴温子升说:“您想要回洛阳，还是随我北渡？”温子升说:“皇上因为虎牢失守，才导致目前的狼狈局面。元颢刚进入洛阳，人心不稳，现在前往讨伐他，必然是有征伐而无战事。王如果攻克平定了京城，逢迎皇帝大驾回京，这是齐桓公、晋文公的功勋。放弃这一举动北渡黄河，私下替大王可惜。”元天穆认为有理却不能采用，从毕公垒向北渡过黄河，与魏孝庄帝在河内郡汇合。尔朱荣因为天气炎热，想要退兵，元天穆苦苦坚持不同意，尔朱荣才听从了。魏孝庄帝回到洛阳后，于永安二年七月甲戌（529年8月14日）任命元天穆为太宰、司徒公，给予仪仗和鼓吹，增加食邑总计七万户。七月乙亥（529年8月15日），魏孝庄帝在都亭设宴慰劳尔朱荣、元天穆以及北来的都督将领，按照等级赐给赏赐。八月乙亥（529年10月14日），魏孝庄帝诏令车骑将军奚毅授予天柱大将军尔朱荣、太宰元天穆以其多余的功勋施给祖父叔伯高龄者为州郡牧守，各有等级。
元天穆作为北魏疏远的宗室，原本没有恩德威望，倚仗着尔朱荣，爵位和官位尊贵至极，当时炙手可热，朝野对他极其恭敬，王公以下每天都挤满了他的家门，元天穆接受贿赂，珍宝堆积。但是元天穆宽厚待人，不被当时的人特别痛恨。魏孝庄帝以元天穆是尔朱荣的党羽，外表上表示宠爱尊敬，诏令元天穆乘坐车马出入大司马门。元天穆与尔朱荣互相依靠，感情特别深。尔朱荣常常以兄长的礼节对待元天穆，尔朱世隆等人虽然是尔朱荣的子侄，地位待遇已经很高，仍然畏惧元天穆。元天穆曾经说过尔朱世隆的过失，尔朱荣立即杖打尔朱世隆，他就是如此受到尔朱荣的亲近信任。魏孝庄帝心中畏惧厌恶元天穆，永安三年九月辛卯（530年10月25日），尔朱荣和元天穆从晋阳前往洛阳朝见，九月戊戌（530年11月1日）在明光殿被魏孝庄帝设置的伏兵一起杀死，元天穆时年虚岁四十二。魏节闵帝元恭初年，追赠元天穆侍中、丞相、都督十州诸军事、柱国大将军、假黄钺、雍州刺史，上党王如故，谥号武昭，普泰元年八月戊戌朔十一日戊申（531年9月7日）迁葬于京城西北二十里。

## 家庭

### 曾祖
- 拓跋度，北魏领军将军、松滋武侯[1]

### 祖父
- 拓跋乙斤，北魏太子瞻事、使持节、左将军、肆州刺史、襄阳景侯[1]

### 父亲
- 元长生，北魏使持节、侍中、骠骑大将军、司空文公、都督雍州诸军事、雍州刺史[1]

### 子女
- 元俨，东魏都官尚书、上党王
- 元氏，嫁北齐领军大将军、太宰、冀州刺史、平秦王高归彦[29][30]